# Homalopteryx laminata
Homalopteryx laminata är en kackerlacksart som beskrevs av Brunner von Wattenwyl 1892. Homalopteryx laminata ingår i släktet Homalopteryx och familjen jättekackerlackor. Inga underarter finns listade i Catalogue of Life.